# Emre Karaal
Metin Emre Karaal (* 15. Januar 2003 im Bayrampaşa) ist ein türkischer Fußballspieler.

## Karriere

### Verein
Karaal begann seine Karriere im Jahr 2013 im Jugendverein von Istanbul Başakşehir FK, wo er bis 2020 ausgebildet wurde. Am 9. Januar 2020 unterzeichnete er seinen ersten Profivertrag mit dem Klub.
Am 15. Mai 2021 gab Karaal sein Debüt in der Süper Lig in einem 2:0-Sieg gegen Çaykur Rizespor. In der Saison 2022/23 wurde er an den Drittligisten Sarıyer SK ausgeliehen, wo er 12 Spiele absolvierte. Anfang 2023 folgte eine weitere Leihe zu Büyükçekmece Tepecikspor. Für die Saison 2023/24 wurde Karaal an Anadolu Üniversitesi ausgeliehen.
Seit dem 15. Januar 2025 spielt Karaal auf Leihbasis für Muşspor in der TFF 3. Lig.

### Nationalmannschaft
Karaal hat die Türkei auf Jugendebene vertreten. Im Jahr 2017 spielte er dreimal für die U15-Nationalmannschaft. Im Jahr 2022 absolvierte er fünf Spiele für die 
U19-Nationalmannschaft.